# Йохан II фон Виндиш-Грец
Йохан II фон Виндиш-Грец (на немски: Johann II von Windisch-Graetz; * 1561; † 31 декември 1589) е фрайхер, господар на Виндиш-Грец (днес Словен градец, Словения) в Австрия.

## Произход
Той е най-малкият син на фрайхер Якоб II фон Виндиш-Грец (1524 – 1577) и съпругата му фрайин Анна Мария Велцер-Ебершайн († 1580), вдовица на Кристоф Кевенхюлер-Айхелберг (1503 – 1557), дъщеря на Мориц IV Велцер-Ебершайн (1500 – 1555) и Мария Танцл фон Трацберг (1506 – 1560). Внук е на Зигфрид фон Виндиш-Грец († 1541) и Афра Грасвайн († 1553).
На 18 май 1822 г. родът е издигнат на князе.

## Фамилия
Йохан II фон Виндиш-Грец се жени 1584 г. за Елизабет фон Ернау, вдовица на Раумшюсел. Те имат трима сина:
- Мориц фон Виндиш-Грец (* 1587; † 10 февруари 1643), женен 1619 г. за фрайин Елизабет фон Лихтенщайн цу Мурау, наследничка на Зелтенхайм (* ок. 1599); имат 12 деца
- Ортлоф фон Виндиш-Грец (* ок. 1588)
- Йохан Леонхард фон Виндиш-Грец (* 1589; † 1650), женен I. за фрайин Полирена София фон Тойфенбах († 14 март 1621), II. за фрайин Мария Елизабет фон Пуц († 1639), III. за фрайин Йохана фон Метниц; има 9 деца